# Oz Scott
Pour les articles homonymes, voir Scott.
Osborne "Oz" E. Scott est un réalisateur et producteur de télévision né le 16 septembre 1949 à Hampton (États-Unis).

## Filmographie

### Comme réalisateur
- 1981 : Bustin' Loose
- 1982 : American Playhouse (TV)
- 1982 : Capitaine Furillo (TV)
- 1983 : Archie Bunker's Place (TV)
- 1983 : Allô Nelly bobo (TV)
- 1983 : Dreamland
- 1983 - 1984 : The Mississippi (TV)
- 1983 - 1985 : The Jeffersons (TV)
- 1984 : Alice (TV)
- 1984 - 1987 : Les deux font la paire (TV)
- 1985 - 1988 : 227 (TV)
- 1986 : The Family Martinez (TV)
- 1986 : He's the Mayor (TV)
- 1986 : Fantôme pour rire (TV)
- 1986 : Fame (TV)
- 1987 : La fiancée de Boogedy (TV)
- 1987 : Hôtel (TV)
- 1988 : Auto-école en folie (TV)
- 1988 : Dirty Dancing (TV)
- 1989 : The Robert Guillaume Show (TV)
- 1989 : Class Cruise (TV)
- 1990 : New Attitude (TV)
- 1990 - 1991 : Cosby Show (TV)
- 1991 : Guerres privées (TV)
- 1992 - 1994 : La Loi de Los Angeles (TV)
- 1992 - 1995 : Un drôle de shérif (TV)
- 1993 : Johnny Bago (TV)
- 1993 : Against the Grain (TV)
- 1993 : South of Sunset (TV)
- 1994 : The Byrds of Paradise (en) (TV)
- 1994 : Tears and Laughter: The Joan and Melissa Rivers Story (TV)
- 1994 : Bienvenue en Alaska (TV)
- 1994 : New York Undercover (TV)
- 1994 - 1997 : La Vie à tout prix (TV)
- 1996 : La Vie à cinq (TV)
- 1996 : American Gothic (TV)
- 1996 : Mr. & Mrs. Smith (TV)
- 1996 : Loïs et Clark, les nouvelles aventures de Superman (TV)
- 1996 - 1997 : Diagnostic : Meurtre (TV)
- 1997 : Jeux d'espions (TV)
- 1997 : Leaving L.A. (TV)
- 1997 - 1999 : The practice: Bobby Donnell & associés (TV)
- 1998 : Timecop (TV)
- 1998 : Any Day Now (TV)
- 1999 : Spanish Judges
- 1999 : La Famille Green (TV)
- 1999 : Providence (TV)
- 2000 : Wonderland (TV)
- 2000 - 2002 : Associées pour la loi (TV)
- 2000 - 2004 : Washington Police (TV)
- 2001 : Les Experts (TV)
- 2001 : Soul Food : Les Liens du sang (TV)
- 2001 : Ally McBeal (TV)
- 2001 : Le protecteur (TV)
- 2002 : Play'd: A Hip Hop Story (TV)
- 2002 : Lizzie McGuire (TV)
- 2002 : Mes plus belles années (TV)
- 2002 : Ed (TV)
- 2002 - 2004 : JAG (TV)
- 2003 : Les Cheetah Girls (TV)
- 2003 - 2006 : La Vie avant tout (TV)
- 2004 : Clubhouse (TV)
- 2004 : Dr Vegas (TV)
- 2005 : Kevin Hill (TV)
- 2005 : Les 4400 (TV)
- 2005 : Boston Justice (TV)
- 2006 : Threshold : Premier Contact (TV)
- 2006 : Pepper Dennis (TV)
- 2006 : Just Legal (TV)
- 2006 : Kidnapped (TV)
- 2006 : Numb3rs (TV)
- 2006 : Médium (TV)
- 2006 - 2008 : The Unit : Commando d'élite (TV)
- 2006 - 2009 : Les Experts : Manhattan (TV)
- 2007 : Psych : Enquêteur malgré lui (TV)
- 2008 : NCIS : Enquêtes spéciales (TV)
- 2008 : Eureka (TV)
- 2009 : Tout le monde déteste Chris (TV)
- 2009 : Forgotten (TV)
- 2011 : Home Run Derby
- 2016 : Shadowhunters (TV, 1 épisode)

### Producteur
- 1987 : La fiancée de Boogedy (TV)
- 2003 - 2004 : Washington Police (TV)